# Tour de la dette

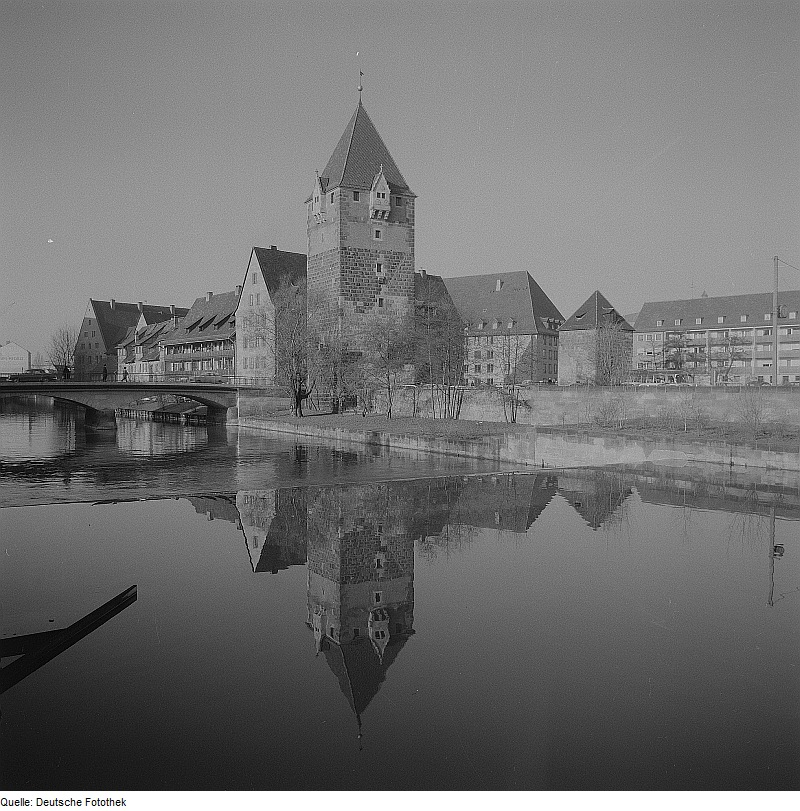
Tour de la dette, vers 1965.

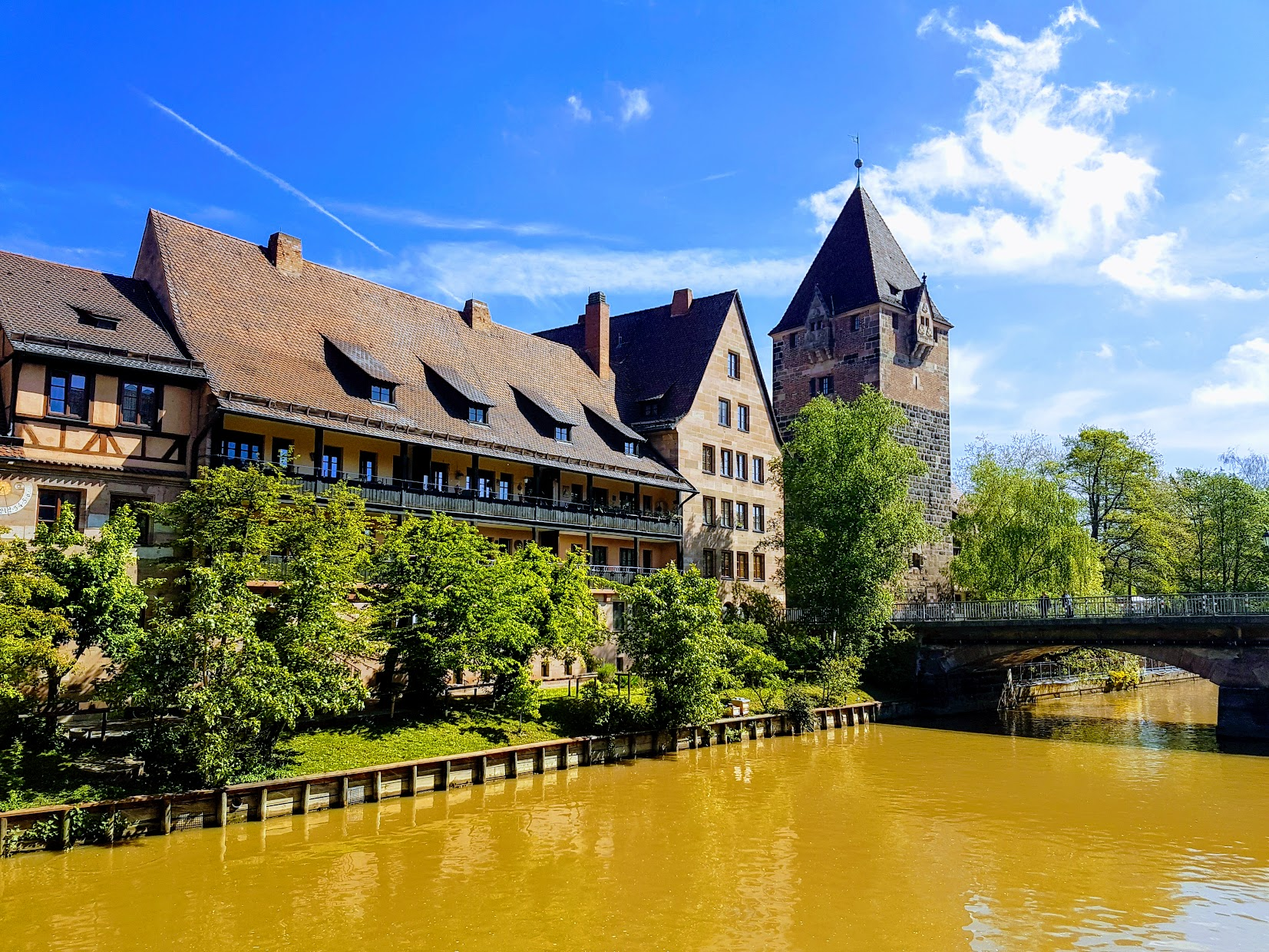
Tour de la dette (2017).

La Tour de la dette (en allemand, Schuldturm) est une tour des anciennes fortifications de Nuremberg.

## Histoire
La tour a été construite en 1323 sous l'architecte de la ville Conrat Stromer et est située dans la vieille ville de Sebald. Avec la Laufer Schlagturm et la Tour Blanche, c'est l'une des rares tours restantes de son époque à Nuremberg. La démolition prévue après la transition de la ville impériale vers la Bavière a été empêchée par la résistance des citoyens de Nuremberg. Alors qu'elle était autrefois construite dans l'enceinte de la ville, elle est aujourd'hui libre sur l'île de Schütt. 
La tour est la seule restante des deux tours autrefois reliées au Schuldturmbrücke (aujourd'hui: Heubrücke). Après la construction des dernières fortifications de la ville, les tours ont été converties en prisons pour les débiteurs et également utilisées comme maisons dites des fous pour les malades mentaux. Les tours de la dette tiraient leur nom de cet ancien usage : il y avait dans l'une la prison des hommes débiteurs et dans l'autre celle des femmes débitrices. La tour de la dette des femmes a été démolie peu de temps après le passage de la ville impériale en Bavière. 
Vers 1800, il y aurait eu une réserve d'argent dans la tour de la dette des hommes pour les aumônes demandées par les passants à travers les cris bruyants des prisonniers. 

## Détenus notoires
- Hans IV. Stromer (1517-1592), échevin, juge de la ville et membre de la famille patricienne Stromer von Reichenbach, fut condamné à la réclusion à perpétuité dans la tour de la dette en 1559 pour trahison de secrets et discours ignoble. En tant que patricien, il avait un souhait et souhaitait pouvoir obtenir deux saucisses chaque jour aux frais de la ville. Ce souhait aurait été exaucé pendant 33 ans avant son suicide.

- Christian Ludwig Kaulitz (1693–1744) est mort après 23 ans d'emprisonnement dans la tour de la dette. Il était utilisé par le Conseil intérieur comme écrivain secret et pour copier des cartes dessinées à la main en raison de son écriture d'une netteté remarquable. Il a créé une vue colorée de la tour de la dette des femmes en face et du Heilig-Geist-Spital avec le pont de foin.

## Littérature
- Wiltrud Fischer-Pache:
- Kurt Müller, Plans de démolition empêchés. Laufer Schlagturm, Männerschuldurm et Weißer Turm devraient être construits au XIXe siècle. Century est victime de la pioche, dans: MVGN 78, 1991, pp. 175–96

## Voir également
- Tour Blanche

## Liens web
- Système pénitentiaire au Moyen Âge

## Source de traduction
- (de) Cet article est partiellement ou en totalité issu de l’article de Wikipédia en allemand intitulé « Schuldturm (Nürnberg) » (voir la liste des auteurs).